# Cake
Cake era una banda estadounidense de rock alternativo formada en Sacramento, California, en 1991. Ha tenido varios éxitos a lo largo de las décadas de 1990 y 2000.

## Descripción
A pesar de que la música de Cake es regularmente clasificada como rock alternativo o indie rock, combina múltiples géneros musicales, tales como funk, ska, pop, jazz, rap, y country. Su música incluye letras curiosas con abundantes juegos de palabras y síncopas, pegajosos riffs de guitarra distorsionada y solos de trompeta. El estilo único de Cake ha sido comparado al de bandas como They Might Be Giants, Talking Heads, The Cars y Camper Van Beethoven.
Damiani abandonó la banda en 1997 y fue remplazado por Gabe Nelson. Grez Brown dejó la banda en 1998 y fue remplazado por Xan McCurdy. Brown y Damini continuaron trabajando juntos al formar la banda Deathray. Todd Roper abandonó la banda después de grabar Comfort Eagle.
Los mayores éxitos de Cake incluyen “The Distance”, “Never There”, “Sheep go to Heaven”, “Rock ‘n’ Roll Lifestyle”, “No Phone”, “Short Skirt/Long Jacket” (que es el tema de apertura para la serie de televisión Chuck), y una versión alternativa de “I Will Survive” (de Gloria Gaynor).
Una versión instrumental de “Italian Leather Sofa” es el tema de la serie animada Mission Hill.
La canción “Shadow Stabbing” aparece en los créditos de las películas Orange County y Wordplay.
Las canciones “Daria”, “Rock ‘n’ Roll Lifestyle” y “Friend Is a Four-Letter Word” aparecen en los créditos de salida de la serie animada de televisión Daria.
La canción “Frank Sinatra" aparece al final del episodio “La Leyenda de Tennessee Moltisanti” de la serie de televisión The Sopranos.
La canción "Hem of Your Garment" aparece en la película Yo, yo mismo e Irene.
Cake ocupó el puesto titular en el tour Unlimited Sunshine en el verano de 2002 tocando con un conjunto ecléctico de grupos como Modest Mouse, The Flaming Lips, De La Soul, Kinky y The Hackensaw Boys.
El quinto álbum de Cake, Pressure Chief, fue lanzado el 5 de octubre de 2004. Y ya en el año 2006 publicaron una grabación en vivo que lleva por título Live at the Cristal Palace.
Su trabajo 'Showroom of Compassion' (2011, Columbia) llegó al número uno del Billboard 200 la tercera semana de enero de 2011 con solo 44.000 mil copias vendidas, la cifra más baja desde que fue creada Nielsen SoundScan en 1991. Este sistema mide el número de ventas de álbumes y de canciones en los Estados Unidos y es por el cual se guía la famosa publicación. Una verdadera rareza para un grupo que tuvo su último número uno con la canción "Never There" en la categoría de mejor canción alternativa para 1998.

## Miembros
- John McCrea: voz, guitarras, órgano y vibraslap
- Vince Difiore: trompeta, sintetizadores y percusiones
- Xan McCurdy: guitarras (se unió a la banda después del álbum Prolonging the Magic).
  - Originalmente Grez Brown
- Gabe Nelson: bajos (se fue luego del álbum Motorcade of Generosity, fue remplazado por Damiani, volvió antes de Prolonging the Magic).
  - Anteriormente Victor Damiani (dejó la banda antes de Prolonging the Magic, fue remplazado por Nelson).
  - Originalmente Shon Meckfessel (se fue antes de Motorcade of Generosity, fue remplazado por Nelson).
- Paulo Baldi: batería y percusiones (se unió para el tour del álbum Pressure Chief).
  - Anteriormente Pete McNeal (se fue durante la grabación de Pressure Chief).
  - Anteriormente Todd Roper (se fue después de Comfort Eagle).
  - Originalmente Frank French (se fue después de Motorcade of Generosity, fue remplazado por Roper).

## Discografía

### Discos de estudio
- 1994: Motorcade of Generosity (Capricorn)
- 1996: Fashion Nugget (Capricorn)
- 1998: Prolonging the Magic (Capricorn)
- 2001: Comfort Eagle (Columbia)
- 2004: Pressure Chief (Columbia)
- 2011: Showroom of Compassion (Columbia)

### Directos y caras B
- 2006: Live at the Crystal Palace (Columbia), directo
- 2007: B-Sides and Rarities (Columbia), caras B